# Рихца фон Хоенлое
Рихца фон Хоенлое (на немски: Richza von Hohenlohe-Weikersheim; * пр. 1305; † между 4 февруари и 28 април 1337) е графиня от Хоенлое-Вайкерсхайм и чрез женитби господарка на Вайнсберг и графиня на Хенеберг-Хартенберг-Ашах (1317 – 1337).

## Произход
Тя е дъщеря на граф Крафт I фон Хоенлое-Вайкерсхайм († 1313) и втората му съпруга Маргарета фон Труендинген († 1293/1294), дъщеря на граф Фридрих I фон Труендинген-Дилинген и Маргарета фон Андекс-Мерания. 
погребана е в манастир Весра.

## Фамилия
Първи брак: с Вилд-Енгелхард фон Вайнсберг (* пр. 1301; † 1316), най-големият син на Конрад IV фон Вайнсберг († 1323) и първата му съпруга Луитгард фон Нойфен († 1299). Те нямат деца.
Втори брак: пр. 13 ноември 1316 г. с граф Попо X (IX) фон Хенеберг-Хартенберг-Ашах (* ок. 1285; † сл. 11 ноември 1348), граф на Хеннеберг-Хартенберг-Ашах (1317 – 1348), вдовец на Елизабет фон Кастел († 1315), син на граф Хайнрих IV фон Хенеберг-Рьомхилд († 1317) и Кунигунда фон Вертхайм († 1331). Тя е втората му съпруга. Имат пет деца:
- Херман V фон Хенеберг († 20 април 1337)
- Бертхолд XI фон Хенеберг-Хартенберг (* пр. 1342; † 26 май 1378)
- Хайнрих IX фон Хенеберг († † сл. 28 юли 1337)
- Рихца фон Хенеберг († сл. 1384), омъжена I. пр. 1357 г. за граф Хайнрих IV фон Ваймар-Орламюнде-Шауенфорст († ок. 1357), II. на 16 юли 1358 г. за граф Йохан II фон Шварцбург-Ваксенбург (1327 – 1407)
- Ода фон Хенеберг-Хартенберг († 1 април 1346), омъжена за граф Хайнрих VII фон Шварцбург-Бланкенбург († 1324)

## Галерия
- Герб на господарите на Вайнсберг
- Герб на княжеското графство Хенеберг (Шлойзинген) 1310 – 1583